# X: Night of Vengeance
X: Night of Vengeance è un film drammatico, thriller ed erotico australiano del 2011, diretto da Jon Hewitt, con protagoniste Viva Bianca e Hanna-Mangan Lawrence, nel ruolo di due prostitute, che durante una "prestazione" assistono a un omicidio e devono sfuggire al killer (Stephen Phillips), mentre lui gli dà la caccia a Sydney, Australia.

## Trama
Il film inizia con Holly Rowe, prostituta d'alto bordo, che guida mentre si diverte a provare a parlare in francese, quindi si incontra con Gilles (Darren Moss) ed insieme si recano ad effettuare una prestazione in coppia, davanti a un gruppo di donne danarose, che assistono alla scena bevendo champagne.
Shay Ryan, una ragazza di soli 17 anni, arriva in città ed inizia a prostituirsi a King's Cross, il quartiere a luci rosse di Sydney, dove si svolge (ed è stata girata) una buona parte del film. Il suo primo cliente è un uomo attempato che ha una serie di manie, soprattutto mentre guida, ma proprio al culmine dell'eccitazione tampona un'altra auto. La ragazza, frastornata, fugge via.
Holly intanto incontra la madre, che a sua volta era stata una prostituta e la saluta, perché si avvia a terminare la professione, per poi partire alla volta di Parigi.
Shay va con un secondo cliente, ancora più anziano del primo e dopo, affamata, entra in un fast food, dove incontra Cindy, molto più giovane e sbandata di lei, che si fa offrire un gelato ma mostra di avere una brutta tosse. Alla fine Cindy chiede a Shay un dollaro, con il quale forse andrà a comprare una dose di droga pesante.
Nel ristorante di un albergo, Holly cena con uno dei suoi clienti, con cui vive una relazione ed è l'uomo con cui sta per partire per Parigi. Dopo averle regalato una collana, Ligurian si alza e le ordina bruscamente di seguirla, senza nessuna galanteria né dolcezza. In camera, i due amanti consumano un rapporto sessuale molto violento, nel quale l'uomo arriva a soffocare la donna coprendole il viso con un lenzuolo. Al termine, Ligurian fuma una sigaretta sul balcone, senza accorgersi di essere ripreso da una telecamera, come di qualcuno che lo stia spiando. Nel frattempo Shay viene affrontata da Katherine, una prostituta invidiosa che, insieme a due suoi amici sbandati, la rincorre, la rapina e dopo averla minacciata e picchiata la lascia a terra, dolorante e in lacrime. Allo stesso tempo Holly viene accompagnata da Luke, un giovane che è il suo tassista di fiducia, a prendere una ragazza con cui effettuare l'ultima prestazione ma Kelly, che è sotto la doccia e ha il cane che la importuna, scivola su una saponetta e sbatte la testa, forse morendo, non potendo così rispondere né al citofono né al telefono. Holly, arrabbiata, se ne va con Luke, che qualche momento dopo si trova all'improvviso davanti all'auto Shay, rischiando di investirla. La ragazza, furente, scappa, ma Holly le corre dietro e le offre di effettuare una prestazione insieme. Shay accetta e le due si ritrovano in un appartamento in albergo con Willie. Tra sesso, cocaina e champagne tutto sembra filare liscio, ma all'improvviso il cliente riceve una chiamata e intima alle due prostitute di nascondersi senza fiatare in bagno, dal quale spiano la scena. Arriva un tizio elegante, Bennet, che, dopo aver controllato la merce di scambio in una valigetta, paga Willie, suggerendogli di contare il denaro per sicurezza. All'improvviso Bennet estrae una pistola e spara più volte uccidendo l'altro, terrorizzando le due protagoniste nascoste. L'assassino prende soldi e valigetta ma prima di andarsene, nota le strisce di coca e dal fatto che siano più d'una, come anche bicchieri e preservativi, intuisce che dovesse esserci qualcun altro nell'appartamento. Si mette a cercare ma non trova nessuno, infatti Holly e Shay sono fuggite da un'altra uscita, facendosi portare via da Luke. Furente, Bennet ha l'idea di controllare il telefonino di Willie e da lì scopre il numero di Holly, alla caccia della quale si getta con la sua auto.
Holly, come ispirata da parole che vede scritte sui muri durante il tragitto in taxi, decide di lasciare Shay, dopo averle dato dei soldi, con Luke, ordinandogli di portare la ragazza dove vuole, ma la diciassettenne, sconvolta, all'inizio quasi non parla, per poi, sollecitata dal giovane, chiedergli di andare a mangiare dove va lui di solito. Consumando due panini, parlando e scherzando, Luke riesce a far rilassare Shay tanto che si fa raccontare il motivo del suo arrivo a Sydney: lei spiega di essere fuggita dopo la morte della madre. Il ragazzo mostra di essersi innamorato di Shay, ma lei lo respinge con tristezza, dicendo che non funzionerebbe tra loro, alludendo alla vita che ha iniziato a fare.
Tornata a casa per prendere poche cose prima della partenza, Holly si ritrova Bennet alla porta, che vuole sapere chi fosse l'altra ragazza. I due ingaggiano una feroce colluttazione, alla fine della quale la donna sembra avere la meglio, pestandolo più volte proprio col trolley con cui doveva partire, ma una volta in strada viene fermata dai due teppisti che avevano picchiato Shay, che vogliono rapinarla. Holly, pur riuscendo, grazie a dello spray antiaggressione e a una bottiglia di birra con cui pesta uno dei due balordi, a non soccombere, viene inseguita da Bennet, che riesce a raggiungerla e a picchiarla duramente. La donna rinviene in auto, dove Bennet l'ha ammanettata e guida lungo le strade di King's Cross per trovare l'altra testimone. Holly cerca di proteggerla e dapprima nega che ci fosse qualcun altro, poi la difende dicendo che Bennet non ha nulla da temere, ma lui la riempie di schiaffi per convincerla ad aiutarlo.
Shay si è intanto rifugiata in un motel di King's Cross, dove sogna la madre ma viene svegliata dai lamenti dalla stanza accanto, dove trova prima un ragazzo in crisi di astinenza e poi Rose, che ha portato l'eroina. Le due ragazze discutono ma quando la tossicodipendente, dopo aver dato la siringa all'amico, non riesce a trovare la vena, Shay la aiuta, dimostrando di aver studiato da infermiera e, prima di andarsene, le regala del denaro. Camminando per King's Cross riconosce e saluta Holly nell'auto di Bennet; la donna cerca di far finta di nulla ma le urla di correre, mentre il killer si precipita ad inseguirla. Riesce a fermarla e la atterra, ma all'improvviso viene investito da Holly, alla guida proprio dell'auto di Bennet. Shay sale e le due fuggono, mentre viene rivelato, per via della radiotrasmittente in macchina, che l'uomo sarebbe un poliziotto. Holly, dopo essersi allontanate da Bennet, in un primo momento abbandona Shay, per correre all'aeroporto, ma non ha il coraggio di partire, così torna da Shay, che ha incontrato di nuovo Cindy. La giovane prostituta all'inizio non vuole seguirla ma poi va con Holly, che ha pensato di chiedere aiuto a Ligurian, il quale a sua volta è un poliziotto ed ha un ufficio nel retro di un locale a luci rosse. Entrate, dopo aver visto scene da girone infernale, trovano Ligurian con Bob, uno scagnozzo che sembra troppo divertito dalla scena. Infatti, proprio mentre Holly rivela il nome dell'assassino, questi entra nell'ufficio. Dapprima, preso in giro da Bob, Bennet ha un attacco d'ira al culmine della quale lo uccide brutalmente, per poi  rinfacciare a Ligurian che Holly sarebbe solo una prostituta. I due soci litigano ed ingaggiano una lotta tremenda, al termine della quale Bennet viene ammazzato, ma subito dopo arriva la polizia per arrestare Ligurian. Questi allora ammanetta le due ragazze e fugge, usando l'auto di Bennet, non prima di aver controllato che nel baule ci fosse la valigetta, motivo dell'assassinio di Willie. Ligurian fa guidare Shay che, incalzata dalla pistola dell'uomo, le sirene della polizia e uno sguardo d'intesa con Holly, va a schiantarsi contro un edificio. Ligurian viene sbalzato fuori e le due donne scappano. Ancora ammanettate, parlano e Shay cerca di rinfrancare Holly, perché ora può finalmente partire per Parigi. L'altra scuote la testa e quindi vomita sangue, per poi accasciarsi, spirando tra le urla e il pianto della ragazza, che chiede inutilmente aiuto, visto che sono in un posto isolato.
Nel finale, Luke guida con Shay, sconvolta e seduta dietro nel taxi con la valigetta. La ragazza la apre e  scopre che contiene, oltre ai soldi che erano per Willie, un ingente numero di diamanti. Una volta giunti al mare, Luke tira fuori da uno scatolone che aveva in auto, un coniglio nano e lo regala a Shay, che lo coccola, pur completamente atterrita, poi domanda al ragazzo se lei gli piaccia e al suo "sì", Shay risponde: "Voglio che tu mi faccia scomparire".

## Distribuzione
Il film è stato presentato in anteprima al 60º Melbourne International Film Festival nel 2011. Prima di essere presentato in Australia, è stato venduto all'estero, fatto che il regista Hewitt ha attribuito alla difficoltà che i film australiani siano in competizione con quelli americani a livello nazionale, nonostante il cast sia composto dal meglio della scena attoriale cinematografica e teatrale del paese - e non solo, visto che Viva Bianca è un'autrice, come Peter Docker, nonché una filmmaker, mentre Belinda McClory ha recitato nel film "Matrix". In Italia non è stato mai distribuito né al cinema né su altri canali, senza quindi essere stato doppiato e neppure sottotitolato.

## Accoglienza
Sul sito specializzato IMDb, database del cinema, il film ha ottenuto il voto di 5,5/10, mentre le critiche su Rotten Tomatoes sono state positive al 70% e quelle degli utenti Google sopra il 60%. Anche tra i critici specializzati c'è chi lo ha apprezzato, come Glenn Duns, e chi no (Xan Brooks del "The Guardian"). Probabilmente anche il fatto di averlo incluso nel genere erotico ha fatto sì che il film fosse considerato di serie B, mentre invece la storia è al primo livello molto drammatica e lucida, mostrando le storie tragiche di donne che si ritrovano a vivere prostituendosi, anche nella rinomata Sydney, senza la possibilità di sognare un riscatto, una fuga, né tanto meno l'illusione di amare ed essere amate.